# Bruno Bettinelli
Bruno Bettinelli (ur. 4 czerwca 1913 w Mediolanie, zm. 8 listopada 2004 tamże) – włoski kompozytor.

## Życiorys
Studiował w Conservatorio Giuseppe Verdi w Mediolanie, gdzie jego nauczycielami byli Giulio Cesare Paribeni (kontrapunkt) i Renzo Rinaldo Bossi (orkiestracja). Uzupełniające studia muzyczne odbył u Vito Frazziego w Accademia Musicale Chigiana w Sienie. Od 1941 do 1979 roku był wykładowcą konserwatorium mediolańskiego. Od 1961 roku był członkiem Akademii Muzycznej św. Cecylii w Rzymie i Accademia di Luigi Cherubini we Florencji.
Początkowo tworzył w neoklasycznej stylistyce nawiązującej do dorobku Paula Hindemitha, później zwrócił się w stronę strukturalnego opracowywania materiału dźwiękowego w oparciu o schromatyzowaną skalę.

## Wybrane kompozycje
(na podstawie materiałów źródłowych)

### Utwory orkiestrowe
- Movimento sinfonico I (1938)
- Sinfonia da camera (1938)
- Corale ostinato (1938)
- Due invenzioni na smyczki (1939)
- 7 symfonii (I 1939, II 1943, III 1946, IV Sinfonia breve 1954, V 1975, VI 1976, VII 1978)
- 4 koncerty na orkiestrę (I 1940, II 1951, III 1964, IV 1988)
- Movimento sinfonico II(1945)
- Fantasia concertante na kwartet smyczkowy i orkiestrę (1949)
- 2 koncerty fortepianowe (I 1953, II 1968)
- Musica na smyczki (1958)
- Preludio elegiaco (1959)
- Episodi (1961)
- Koncert na 2 fortepiany i orkiestrę (1962)
- Varianti (1970)
- Musica per 12 (1973)
- Studio (1974)
- Contrasti (1979)
- Divertimento na klawesyn i orkiestrę (1979)
- Koncert na gitarę, smyczki i wibrafon (1981)
- Koncert skrzypcowy (1982–1983)
- Alternanze (1983)
- Omaggio a Stravinskij na orkiestrę kameralną (1984)
- Strutture na smyczki (1985)
- Tre studi d’interpretazione na smyczki (1986)

### Utwory kameralne
- 2 kwartety smyczkowe (I 1935, II 1960)
- Sonata na wiolonczelę i fortepian (1951)
- Improvvisazione na skrzypce i fortepian (1968)
- Studio da concerto na klarnet (1971)
- Oktet na 2 flety, obój, 2 klarnety, 2 fagoty i róg (1975)
- Sonata na skrzypce i fortepian (1980)
- Kwintet na flet, obój, klarnet, fagot i róg (1984)
- Ricercare a tre na fortepian, klarnet i wiolonczelę (1988)
- Trio na skrzypce, wiolonczelę i fortepian (1991)

### Utwory wokalno-instrumentalne
- Messa di Requiem (1942–1943)
- Cinque liriche di Montale na sopran i zespół kameralny (1948)
- kantata Sono una creatura na chór i orkiestrę (1971)
- kantata In Nativitate Domini na sopran i orkiestrę (1982)
- Terza Cantata na chór i orkiestrę (1982–1983)
- kantata Salmo IV na chór i orkiestrę (1992)

### Opery
- Il pozzo e il pendolo (1957, wyst. Bergamo 1967)
- La Smorfia (wyst. Como 1959)
- Count Down (1969, wyst. Mediolan 1970)